# Diskografija Rite Ore
Diskografija britanske pjevačice, Rite Ore, sastoji se od dva studijska albuma i jednog EP-a.

## Albumi

#### Studijski albumi
| Naziv   | Detalji                                                                                          | Pozicije na ljestvicama | Pozicije na ljestvicama | Pozicije na ljestvicama | Pozicije na ljestvicama | Pozicije na ljestvicama | Pozicije na ljestvicama | Pozicije na ljestvicama | Pozicije na ljestvicama | Certifikacije                  |
| Naziv   | Detalji                                                                                          | UK                      | ŠKO                     | AUS                     | KAN                     | NJE                     | IR                      | NZ                      | ŠVI                     | Certifikacije                  |
| ------- | ------------------------------------------------------------------------------------------------ | ----------------------- | ----------------------- | ----------------------- | ----------------------- | ----------------------- | ----------------------- | ----------------------- | ----------------------- | ------------------------------ |
| Ora     | - Objavljen: 27. kolovoza 2012. - Izdavač: Roc Nation, Columbia - Format: CD, digitalni download | 1                       | 1                       | 24                      | –                       | 63                      | 2                       | 24                      | 15                      | - UK: platinasta               |
| Phoenix | - Objavljen: 23. studeni 2018. - Izdavač: Atlantic - Format: CD, digitalni download              | 11                      | 21                      | 15                      | 36                      | 13                      | 19                      | 18                      | 18                      | - UK: platinasta - KAN: zlatna |

#### EP–ovi
| Naziv            | Detalji                                                                          |
| ---------------- | -------------------------------------------------------------------------------- |
| Spotify Sessions | - Objavljen: 24. rujna 2012. - Izdavač: Roc Nation, Columbia - Format: Streaming |

## Singlovi

#### Kao glavni umjetnik
| Naziv                                                                                         | Godina | Pozicije na ljestvicama | Pozicije na ljestvicama | Pozicije na ljestvicama | Pozicije na ljestvicama | Pozicije na ljestvicama | Pozicije na ljestvicama | Pozicije na ljestvicama | Pozicije na ljestvicama | Pozicije na ljestvicama | Pozicije na ljestvicama | Certifikacije | Album                           |
| Naziv                                                                                         | Godina | UK                      | AUS                     | AUT                     | BEL (FL)                | DAN                     | NJE                     | IR                      | NZ                      | ŠVI                     | SAD                     | Certifikacije | Album                           |
| --------------------------------------------------------------------------------------------- | ------ | ----------------------- | ----------------------- | ----------------------- | ----------------------- | ----------------------- | ----------------------- | ----------------------- | ----------------------- | ----------------------- | ----------------------- | --- | ------------------------------- |
| "How We Do (Party)"                                                                           | 2012.  | 1                       | 9                       | 35                      | 18                      | 40                      | 40                      | 1                       | 5                       | 41                      | 62                      | - UK: zlatna - AUS: 2× platinasta - NZ: zlatna | Ora                             |
| "R.I.P." (ft. Tinie Tempah)                                                                   | 2012.  | 1                       | 10                      | 51                      | 44                      | 26                      | 36                      | 11                      | 28                      | 46                      | [ nb 1 ]                | - UK: platinasta - AUS: platinasta - DAN: zlatna | Ora                             |
| "Shine Ya Light"                                                                              | 2012.  | 10                      | —                       | —                       | —                       | —                       | —                       | 25                      | —                       | —                       | —                       | | Ora                             |
| "Radioactive"                                                                                 | 2013.  | 18                      | 23                      | —                       | 20                      | —                       | —                       | 30                      | —                       | —                       | —                       | - AUS: zlatna | Ora                             |
| "I Will Never Let You Down"                                                                   | 2014.  | 1                       | 5                       | 15                      | 12                      | —                       | 23                      | 9                       | 9                       | 12                      | 77                      | - UK: platinasta - AUS: platinasta - NJE: zlatna - DAN: zlatna - NZ: zlatna                                                                               | /                               |
| "Poison"                                                                                      | 2015.  | 3                       | 30                      | —                       | 45                      | —                       | —                       | 18                      | —                       | —                       | —                       | - UK: zlatna - AUS: zlatna | /                               |
| "Body on Me" (ft. Chris Brown)                                                                | 2015.  | 22                      | 66                      | —                       | 55                      | —                       | —                       | 54                      | 46                      | —                       | [ nb 2 ]                | - UK: zlatna | /                               |
| "Coming Home" (sa Sigmom)                                                                     | 2015.  | 15                      | 97                      | —                       | 13                      | —                       | —                       | 54                      | —                       | —                       | —                       | - UK: zlatna | Life                            |
| "Your Song"                                                                                   | 2017.  | 7                       | 12                      | 10                      | 6                       | 19                      | 13                      | 8                       | 16                      | 13                      | [ nb 3 ]                | - UK: 2× platinasta - AUS: 3× platinasta - BEL: platinasta - NJE: platinasta - AUT: zlatna - DAN: platinasta - ŠVI: platinasta - NZ: zlatna - SAD: zlatna | Phoenix                         |
| "Anywhere"                                                                                    | 2017.  | 2                       | 14                      | 18                      | 17                      | 25                      | 18                      | 4                       | 23                      | 7                       | —                       | - UK: 2× platinasta - AUS: 3× platinasta - BEL: zlatna - NJE: zlatna - AUT: zlatna - DAN: zlatna - ŠVI: platinasta - NZ: zlatna                           | Phoenix                         |
| "For You" (s Liam Payneom)                                                                    | 2018.  | 8                       | 15                      | 4                       | 8                       | 17                      | 1                       | 17                      | 34                      | 3                       | 76                      | - UK: platinsta - AUS: platinasta - BEL: zlatna - NJE: zlatna - AUT: zlatna - DAN: zlatna                                                                 | Fifty Shades Freed (soundtrack) |
| "Girls" (ft. Cardi B, Bebe Rexha i Charli XCX)                                                | 2018.  | 22                      | 52                      | 62                      | 83                      | —                       | 69                      | 26                      | 41                      | 54                      | [ nb 4 ]                | - UK: srebrna - AUS: zlatna | Phoenix                         |
| "Let You Love Me"                                                                             | 2018.  | 4                       | 8                       | 16                      | 8                       | 33                      | 12                      | 4                       | 19                      | 11                      | —                       | - UK: 2× platinasta - AUS: 2× platinasta - BEL: zlatna - NJE: zlatna - AUT: zlatna - DAN: zlatna - ŠVI: zlatna - NZ: zlatna - SAD: zlatna                 | Phoenix                         |
| "Only Want You" (ft. 6lack)                                                                   | 2019.  | 60                      | —                       | —                       | —                       | —                       | —                       | 59                      | 50                      | —                       | —                       | | Phoenix                         |
| "Carry On" (s Kygom)                                                                          | 2019.  | 26                      | 43                      | 46                      | 15                      | 46                      | 28                      | —                       | —                       | —                       | —                       | - UK: zlatna - AUS: zlatna | /                               |
| "Ritual" (s Tiëstom and Jonas Blueom)                                                         | 2019.  | 24                      | —                       | —                       | 10                      | —                       | —                       | 13                      | 50                      | 56                      | —                       | - UK: zlatna - BEL: zlatna | /                               |
| "—" označava snimku koja se nije pojavila na ljestvici ili nije objavljena na tom teritoriju. |        |                         |                         |                         |                         |                         |                         |                         |                         |                         |                         | |                                 |